# Schronisko przed Amfiteatrem
Schronisko przed Amfiteatrem – jaskinia typu schronisko na Sokolej Górze w miejscowości Olsztyn w województwie śląskim, w powiecie częstochowskim. Pod względem geograficznym znajduje się na Wyżynie Mirowsko-Olsztyńskiej będącej częścią Wyżyny Częstochowskiej.

## Opis obiektu
Schronisko znajduje się w skalnej baszcie w odległości 60 m na południe od skały Boniek, a dokładniej jej cypla zwanego Amfiteatrem. Baszta, w której znajduje się schronisko, ma wysokość około 5 m, a skierowany na wschód otwór schroniska znajduje się u jej północnej podstawy. Schronisko to 4-metrowej długości, niski korytarzyk
chronisko stanowi krótki, 4-metrowy korytarzyk, ślepo zakończony.
Schronisko utworzyło się w wapieniach jurajskich. Jego ściany i strop są popękane, bez śladów wymycia. Nacieków brak, poza kilkoma zwietrzałymi grzybkami na stropie. Namulisko jest próchnicze, utworzone z nawianych liści drzew, przemieszane z kamieniami. Schronisko jest widne i suche. Nie zaobserwowano żadnych okazów flory ani fauny.
Schronisko powstało w wapieniach pochodzących z późnej jury. Jest widne i suche, a jego namulisko jest próchniczne z dodatkiem wapiennego gruzu. Ma popękane ściany bez śladów przepływu wody. Brak nacieków, na stropie jest tylko nieco grzybków naciekowych.

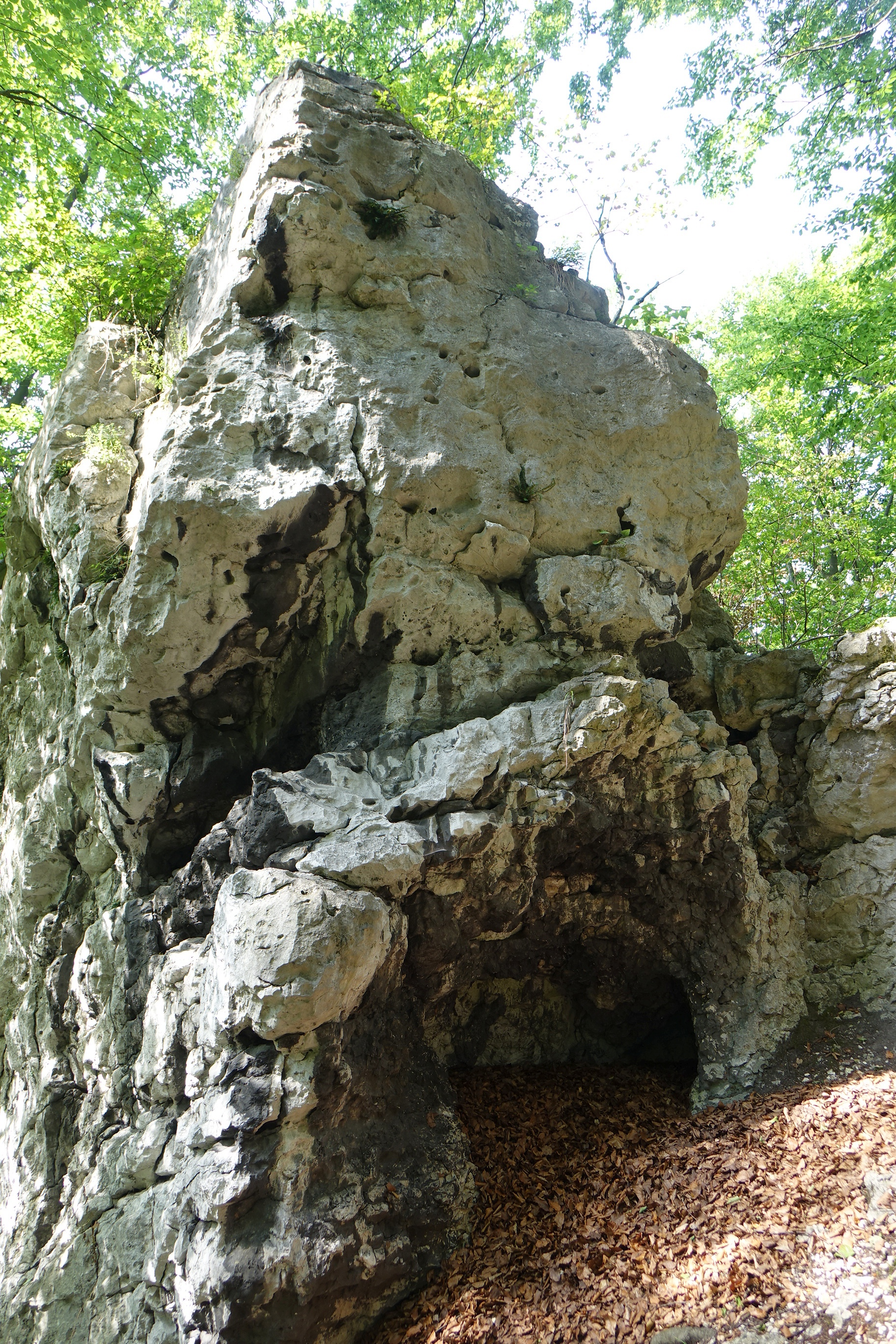
Skała ze schroniskiem
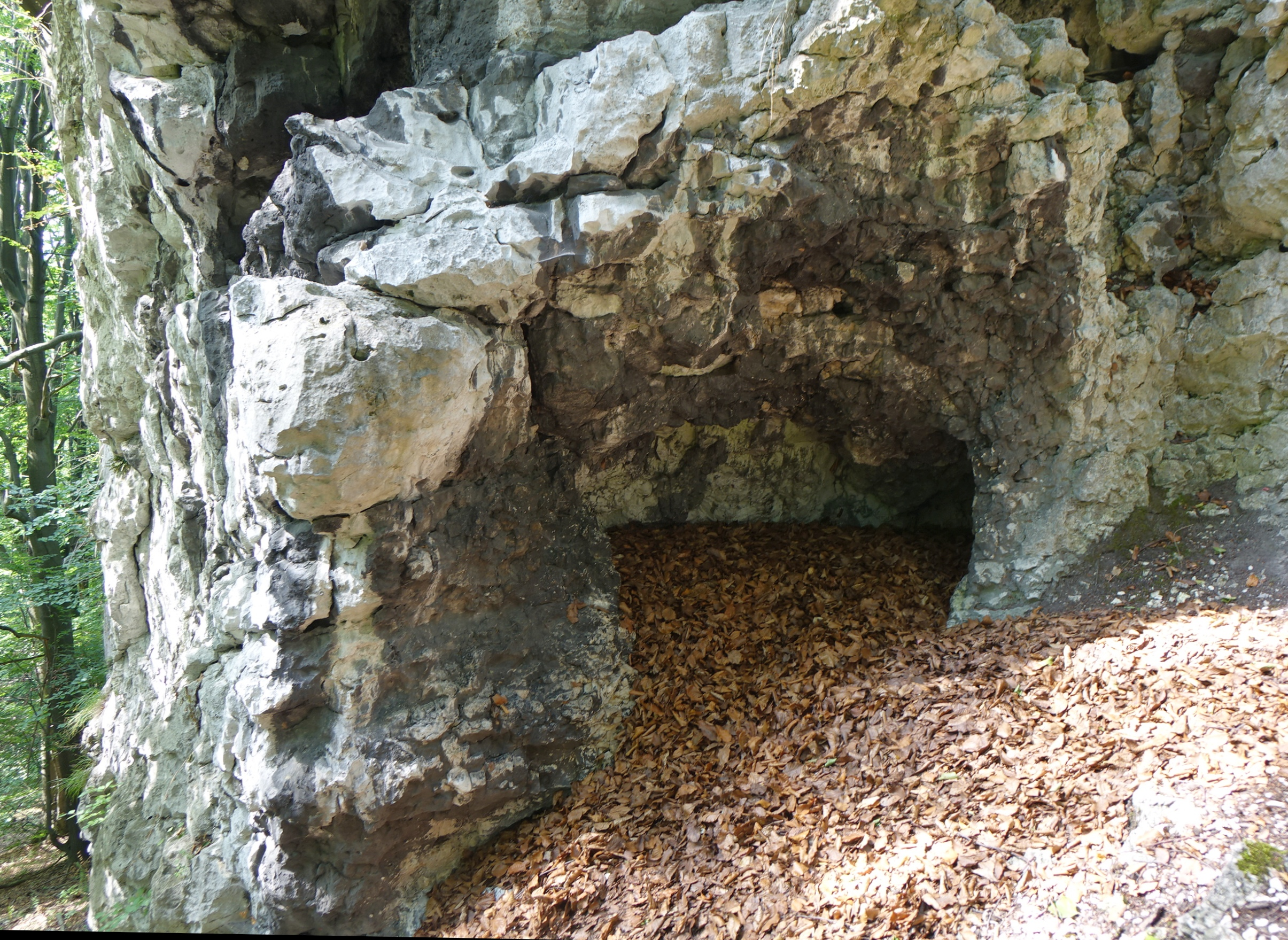
Otwór
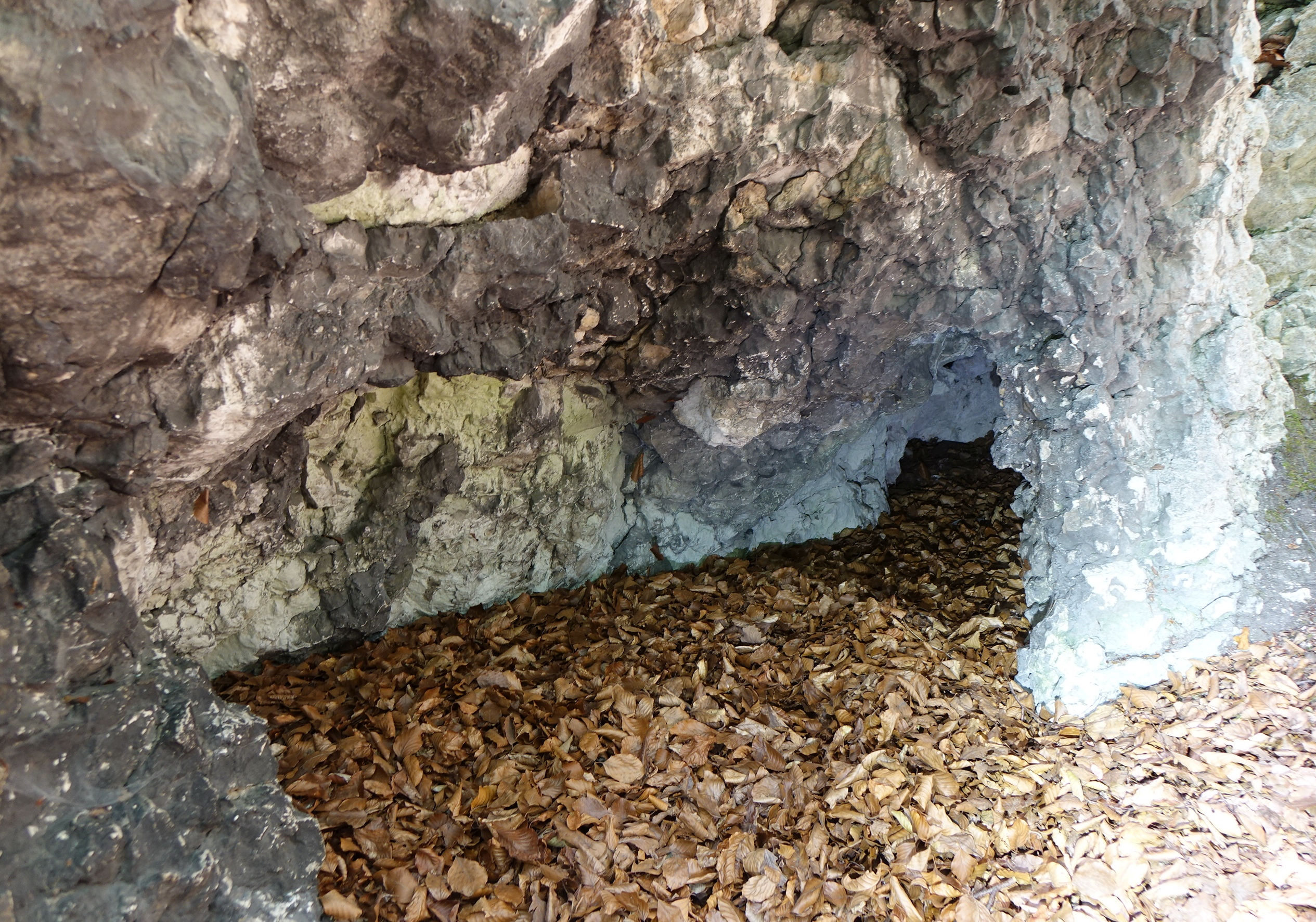
Skała ze schroniskiem
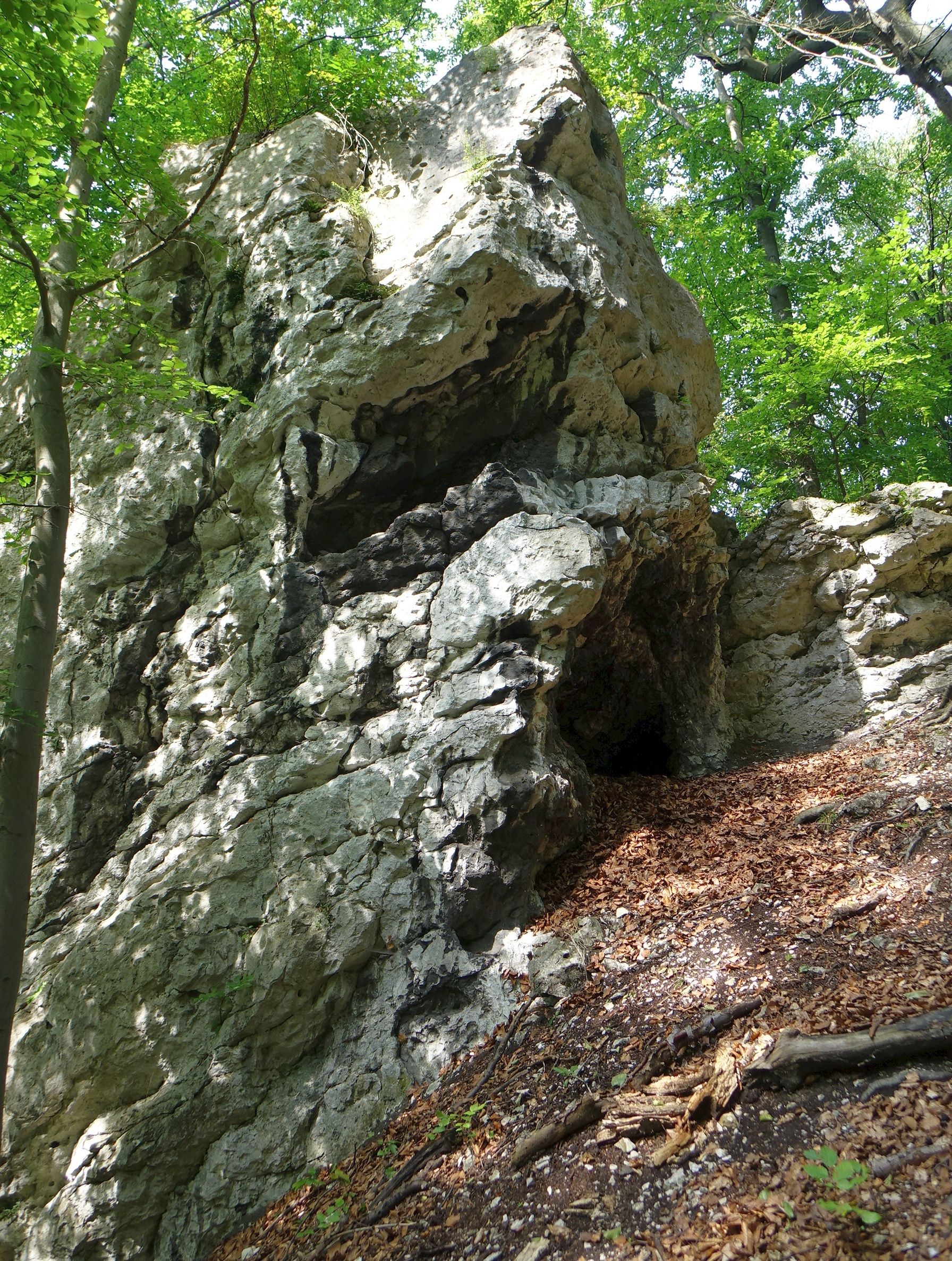
Widok z nyży

Schronisko jest geostanowiskiem.